# 今石進
今石進（1963年5月23日—），筆名MARSHI。日本岡山縣出生，現居崎玉縣，是日本動畫界機械設計師，以參與SDGUNDAM設計、及繪製說明書漫畫廣為人知，與橫井孝二同為BB戰士早期創作人之一，有「BB戰士之父」之稱。在漫畫中現身時為中分頭配墨鏡的Q版造型。曾為多部動畫設計機械人或者武器，包括「Keroro軍曹」、「銀魂」、「GEAR戰士電童」等等。
個人興趣為電影及相關音樂（特別是傑瑞·戈德史密斯）、特攝動畫（特別是昭和時代作品）、動畫以及蘋果電腦。

## 簡歷
今石進於1988年，加入Layup設計公司。三日後，由於他參與BB戰士設計比賽的作品——ν GUNDAM及沙煞比（即BB戰士7、8號）獲得採用，因而開始他設計BB戰士的生涯。
BB戰士模型的特色，每款模型說明書的彩印部份，均以漫畫形式，連載與角色相關故事。而今石進在漫畫完結時，例必加上「下回待續」，以及簽上「BY MARSHI」簽名，亦成為其個人風格。今石進漫畫中慣用手寫字體，而且用色鮮豔，人物繪製精細之餘，亦不會予人生硬感覺，亦為多數BB戰士迷所愛好，以至同人漫畫家亦會模效。
今石進負責的模型漫畫，由89年「SD戰國傳」開始，直到95年「超機動大將軍」結束，中間亦有為「SDGUNDAM外傳」、「G-ARMS」以及SD化機動戰士等等繪畫漫畫，其後由於今石進辭職，續作「武神輝羅鋼」不再由他繪畫漫畫（由另一位BB戰士設計者濱田一紀負責，筆名「Γ」）。雖然如此，BB戰士10週年作品「SD戰國傳 刀霸大將軍篇」模型盒彩畫，仍舊由他負責。
2004年，他再次執筆，同時為模型系列「武者烈傳 舞化武可篇」，以及「Hobby Japan」連載漫畫「武者烈傳·零」繪畫漫畫故事。其中「武者烈傳·零」由於大受歡迎，「Hobby Japan」更於2007年10月終推出的「GUNDAM WEAPONS 武者烈傳零編」中悉數收錄全套連載漫畫。
今石進近年主要參與其他動畫機設工作，同時亦與橫井孝二參與BB戰士規畫。2007年，BB戰士20週年大作、「BB戰士三國傳 風雲豪傑編」中、劉備GUNDAM限量版中附送的A2海報，亦由今石進繪畫。
曾提拔多位SD高達設計師，包括寺島慎也以及濱田一紀等。其中寺島慎也，更成為近年BB戰士主要設計師。

## 其他作品

### BB戰士設計
- SDGUNDAM BB戰士
- SD戰國傳 武者七人眾篇
- SD高達 武者G世紀(同時擔任首個商品化角色「武者Turn-A」的模型漫畫主筆)
- 武者烈傳·零
- 武者烈傳 舞化武可篇
- SD高達三國傳-角色設計(鮑信、十常侍、張邈)
- 高達創戰者TRY-SxDxG高達

### SDGUNDAM相關
- BB戰士系列模型漫畫：
  - SDGUNDAM BB戰士
  - SD戰國傳 武者七人眾篇
  - SD戰國傳 風林火山篇
  - SD戰國傳 天下統一篇
  - SD戰國傳 地上最強篇
  - SD戰國傳 傳說之大將軍篇
  - SD戰國傳 七人之超將軍篇
  - SD戰國傳 超機動大將軍篇
  - 武者烈傳 舞化武可篇
  - SD高達外傳
  - SD高達外傳 圓桌騎士編
  - SD高達外傳 機甲神傳說
  - SD高達外傳 龍之繼承者
  - SD司令戰記G-Arms
  - Gundlander 魔封聖劍篇
  - 傳說BB

### 連載漫畫
- 武者烈傳·零漫畫(模型雜誌「Hobby Japan」連載，共13回，時間由2004－2005年。)

### 盒面彩繪
- SD戰國傳 刀霸大將軍篇(1997)
- 「BB戰士三國傳 豪傑大傳」扭蛋盒面、內文插圖(2008)
- 傳說BB(2012)

### 海報
- BB戰士三國傳 風雲豪傑編限量版海報(2007)

### 動畫機械設計
- KERORO軍曹-小道具設計
- 銀魂(第1集~第105集)
- 星界的戰旗
- 激鬥戰車

### 參與設計動畫作品
- 完全勝利-與另一位BB戰士設計者寺島慎也合作
- GEAR戰士電童
- 爆丸-與另一位BB戰士設計者寺島慎也合作
- Battle Spirits 少年突破馬神(少年突破巴辛)
- Battle Spirits 少年激霸彈
- クラッシュギアNitro
- 激闘!クラッシュギアTURBO
- 絢爛舞踏祭 ザ・マーズ・デイブレイク- 設定協助
- 爆球連発!!スーパービーダマン
- FIRESTORM (アニメ)-與另一位曾經繪畫BB戰士「Gundora」系列的漫畫家友杉達也合作。

### 參與設計小說作品
- 風とタンポポ〜惑星環物語機械設計

## 外部連結
- 今石進的X（前Twitter）
- 今石進個人網誌（页面存档备份，存于）